# Dinos Christianopoulos
Dinos Christianópoulos (en griego: Ντίνος Χριστιανόπουλος. Tesalónica, 20 de marzo de 1931-Tesalónica, 11 de agosto de 2020)  fue un destacado poeta, narrador, ensayista, traductor, editor y crítico literario griego y es considerado una figura emblemática de la literatura griega contemporánea y del periodo de posguerra. Nacido como Konstantinos Dimitriadis (en griego: Κωνσταντίνος Δημητριάδης), tenía raíces en Tracia Oriental y dedicó su vida a la escritura, abarcando la poesía, la narrativa, el ensayo y la crítica literaria. Su obra, ampliamente traducida en varios idiomas, se caracteriza por su estilo austero y emocional, explorando temas universales como el amor, la soledad y la búsqueda existencialAdemás, fue un apasionado investigador del rebetiko, la música popular de Grecia. Entre sus poemas cortos destaca: "Intentaron enterrarnos. No sabían que éramos semillas."

## Biografía
Nació en Tesalónica y era hijo de refugiados de Tracia Oriental. Estudió Filología en la Universidad Aristóteles de Tesalónica y obtuvo su grado en Estudios Clásicos. Durante su carrera, trabajó como bibliotecario en la Biblioteca Municipal de Tesalónica entre 1958 y 1965, y posteriormente como editor. En 1958 fundó la revista cultural "Diagonios" y la editorial con el mismo nombre.
Su primera colección de poemas, "La época de las vacas flacas" (1950), refleja su estilo personal, influenciado por el poeta griego Constantine P. Cavafy y T.S. Eliot. Los temas principales de su obra incluyen el amor, la soledad y las relaciones efímeras, muchas veces exploradas desde una perspectiva profundamente personal. Christianopoulos, quien reconoció su orientación homosexual en entrevistas, abordó estos temas con una sensibilidad única en sus poemas. 
Christianópoulos rechazó varios reconocimientos oficiales durante su vida, incluido el Gran Premio Nacional de Literatura en 2011, argumentando en su ensayo "En contra" que se oponía a cualquier tipo de distinción honorífica.Ese mismo año, la Universidad Aristóteles de Tesalónica lo nombró doctor honoris causa.
Falleció el 11 de agosto de 2020 a los 89 años en Tesalónica. Sus archivos, incluyendo libros, manuscritos, cartas, fotografías y objetos personales, fueron donados a la Universidad Aristóteles de Tesalónica, consolidando su legado como una de las figuras más importantes de la literatura griega contemporánea.

## Obra (selección)
Poemas
- La época de las vacas flacas (1950): Primera colección de poemas.
- Rodillas ajenas. Poemas 1950-1955 (1957)
- Desamparado (1960)
- Suburbios.Poemas (1969)
- Poemas cortos (1975)
- Historias de agua dulce (1980)
- El eterno lamento (1981)
- Poemas completos (1985)
- Plaza muerta (1997)
- La herida más profunda (1998)
- Extraño cómo encuentra el valor para florecer (2011)

Obras en prosa
- Detrás de Hagia Sophia (1997)
- El descenso (1963, edición ampliada en 2004)
- Los rebétikos del mundo (1986, edición ampliada en 2004)
- Tesalónica, como me fue ordenado (1999, edición revisada en 2008): Texto autobiográfico.